# Le Cannet-des-Maures
Le Cannet-des-Maures (okzitanisch Lo Canet dei Mauras) ist eine französische Gemeinde mit 4866 Einwohnern (Stand: 1. Januar 2022) im Département Var in der Region Provence-Alpes-Côte d’Azur.

## Geografie
Le Cannet-des-Maures liegt in einer breiten Ebene am Fuß der 405 m hohen Montagne de Recoux. Der Boden ist rot und reich an Bauxit. Das Tal wird von den Flüsschen Réal Martin, Riau Tort und Aille entwässert. Auf der Südseite des Tales erheben sich die mit Kiefern bepflanzten Hügel von Balaçan, deren höchste Erhebung, der Pic Martin, 396 m erreicht.

## Geschichte
Funde aus der Eisenzeit dokumentieren eine Besiedelung des Gebietes von Le Cannet-des-Maures seit vorgeschichtlicher Zeit.

## Sehenswürdigkeiten
Die romanische Pfarrkirche Saint-Michel im alten Dorfzentrum wurde im 11. Jahrhundert erbaut. Sie ist als Monument historique klassifiziert. Jedes ihrer drei Kirchenschiffe endet in einer Apsis, deren Gewölbe in einem Rundbogen zusammenlaufen. Der Kirchturm wurde im 17. Jahrhundert errichtet und im 18. Jahrhundert mit einem schmiedeeisernen Campanile ergänzt. Im Inneren befindet sich eine hölzerne Madonna aus der ehemaligen Kapelle Notre-Dame la Capaletto.

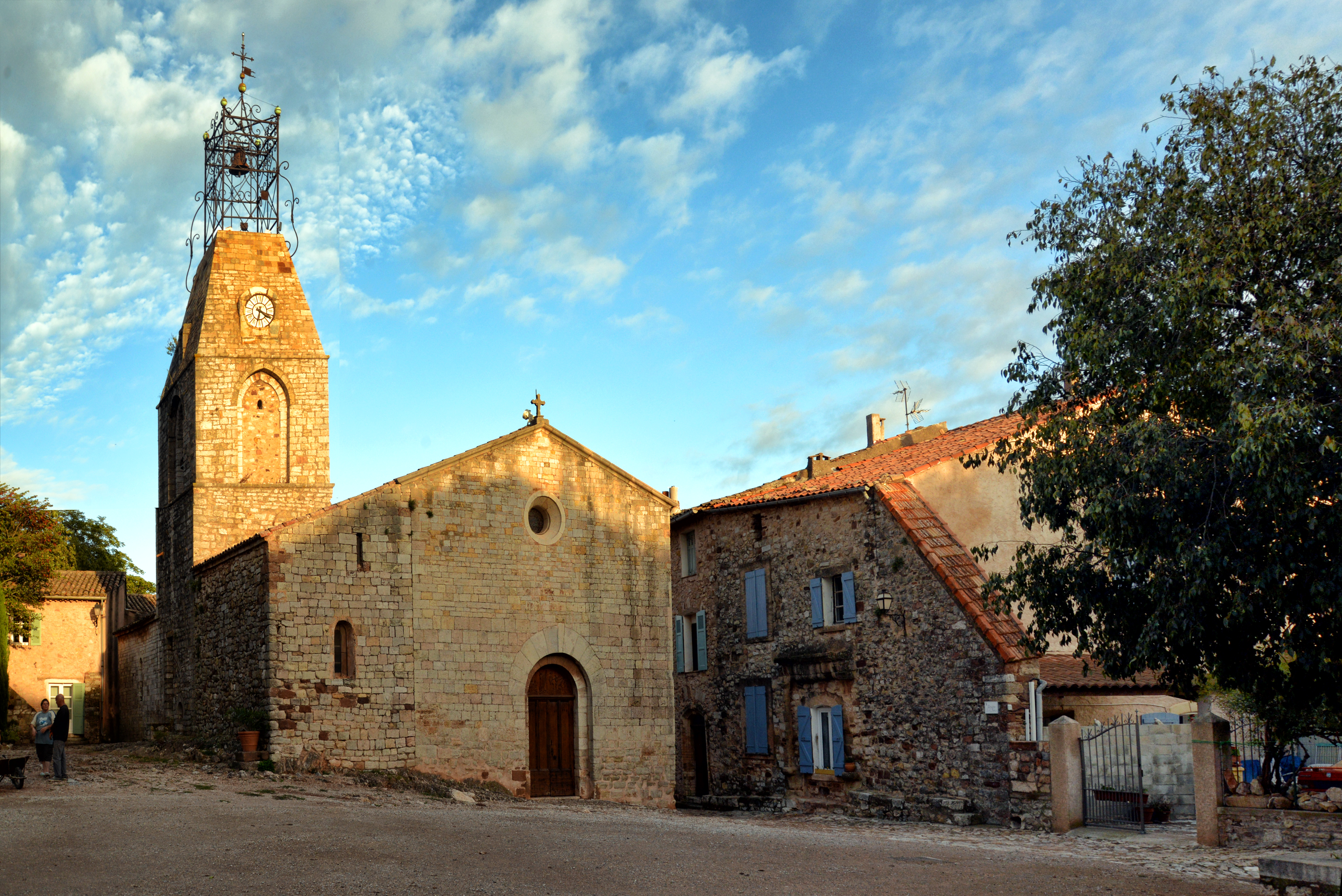
Kirche Saint-Michel